# Witold Pilecki
Witold Pilecki (13. maj 1901 – 25. maj 1948), polsk udtale: [ˈvitɔlt piˈlɛt͡skʲi]; kendt under følgende dæknavne: Roman Jezierski, Tomasz Serafiński, Druh, Witold, var en polsk officer og modstandsmand.
Pilecki var en polsk-litauisk kavaleriofficer og krigsveteran efter 1. verdenskrig. Han kæmpede ved flere lejligheder under polsk flag, blandt andet under den tyske og sovjetiske invasion af Polen i 1939, hvor han efter Polens nederlag, i november 1939, blev medlem af den polske undergrundshær (Armia Krajowa). Under 2. verdenskrig iværksatte Pilecki også en af krigens mest bemærkelsesværdige missioner, da han i september 1940 frivilligt lod sig arrestere af tyskerne for bevidst at infiltrere den nyligt etablerede koncentrationslejr Auschwitz i det sydlige Polen.